# High Point (Comtat d'Hernando)
High Point és una població al Comtat d'Hernando a l'estat de Florida (Estats Units d'Amèrica).

## Demografia
Segons el cens del High Point 2000 tenia 2.973 habitants, 1.514 habitatges, i 944 famílies. La densitat de població era de 390,4 habitants/km².
Dels 1.514 habitatges en un 10,3% hi vivien nens de menys de 18 anys, en un 54,1% hi vivien parelles casades, en un 6,3% dones solteres, i en un 37,6% no eren unitats familiars. En el 34,5% dels habitatges hi vivien persones soles el 27,5% de les quals corresponia a persones de 65 anys o més que vivien soles. El nombre mitjà de persones vivint en cada habitatge era d'1,96 i el nombre mitjà de persones que vivien en cada família era de 2,44.
Per edats la població es repartia de la següent manera: un 10,9% tenia menys de 18 anys, un 2,9% entre 18 i 24, un 12,4% entre 25 i 44, un 20,3% de 45 a 60 i un 53,5% 65 anys o més.
L'edat mediana era de 67 anys. Per cada 100 dones de 18 o més anys hi havia 81 homes.
La renda mediana per habitatge era de 25.434 $ i la renda mediana per família de 30.865 $. Els homes tenien una renda mediana de 27.955 $ mentre que les dones 23.588 $. La renda per capita de la població era de 19.051 $. Entorn del 4% de les famílies i el 7,4% de la població estaven per davall del llindar de pobresa.